# Goswin Brösel
Goswin Brösel (* 30. November 1833 in Greiz; † 14. September 1910 ebenda) war ein deutscher Unternehmer und Politiker.

## Leben
Brösel war der Sohn des Kauf- und Handelsherren Friedrich Eduard Brösel aus Greiz und dessen Ehefrau Josepha Christiane Sophie Küchlebroker aus Frohburg. Er war evangelisch-lutherischer Konfession und heiratete am 2. Juli 1857 in Schönbach Lina Müller (* 2. April 1837 in Greiz; † 21. November 1905 in Greiz), die Tochter des fürstlichen Hofintendanten Christian Wilhelm Müller in Greiz. Franz Brösel ist ein Neffe.
Brösel machte eine kaufmännische Lehre und wurde dann Teilhaber der väterlichen Weberei (Seyfert & Brösel - gegründet 1824 -> 1832 Brösel, Eduard, siehe Industriebetriebe in Greiz und Umgebung). Nach dem Tod des Vaters wurden er und sein Bruder Reinhard Geschäftseigentümer und erweiterten 1883 den Betrieb durch die Investition in neue mechanische Webstühle. Er war in der Arbeiterwohlfahrtspflege engagiert.
Vom 16. April 1865 bis zum 4. Oktober 1871, vom 1. Januar 1872 bis zum 31. Dezember 1880 und vom 1. Januar 1891 bis zum 31. Dezember 1877 war er Stadtverordneter und Mitglied des Gemeinderates in Greiz. Vom 18. Juli 1877 bis zum 29. Juli 1878 war er Abgeordneter im Greizer Landtag.